# Крымский, Агафангел Ефимович
Агафа́нгел (Агата́нгел) Ефи́мович (Юхи́мович) Кры́мский (укр. Агатангел Юхимович Кримський, крымскотат. Ağatanğel Efim Qırımlı; 3 [15] января 1871, Владимир-Волынский, Волынская губерния, Российская империя — 25 января 1942, Кустанай, Казахская ССР, СССР) — российский, украинский и советский историк, писатель, переводчик, востоковед, в том числе арабист, исламовед, тюрколог, иранист, семитолог. 
Один из основателей Академии наук Украины при гетмане П. П. Скоропадском. В 1918 году выступил одним из учредителей Всеукраинской академии наук (ВУАН). В 1918—1929 годах занимал должность её непременного секретаря.
Известен также как беллетрист и филателист. Литературные псевдонимы — А. Хванько, Хванько Крымский, Евхимец, Панько Рогач, Мирдза-Джафар. 

## Биография

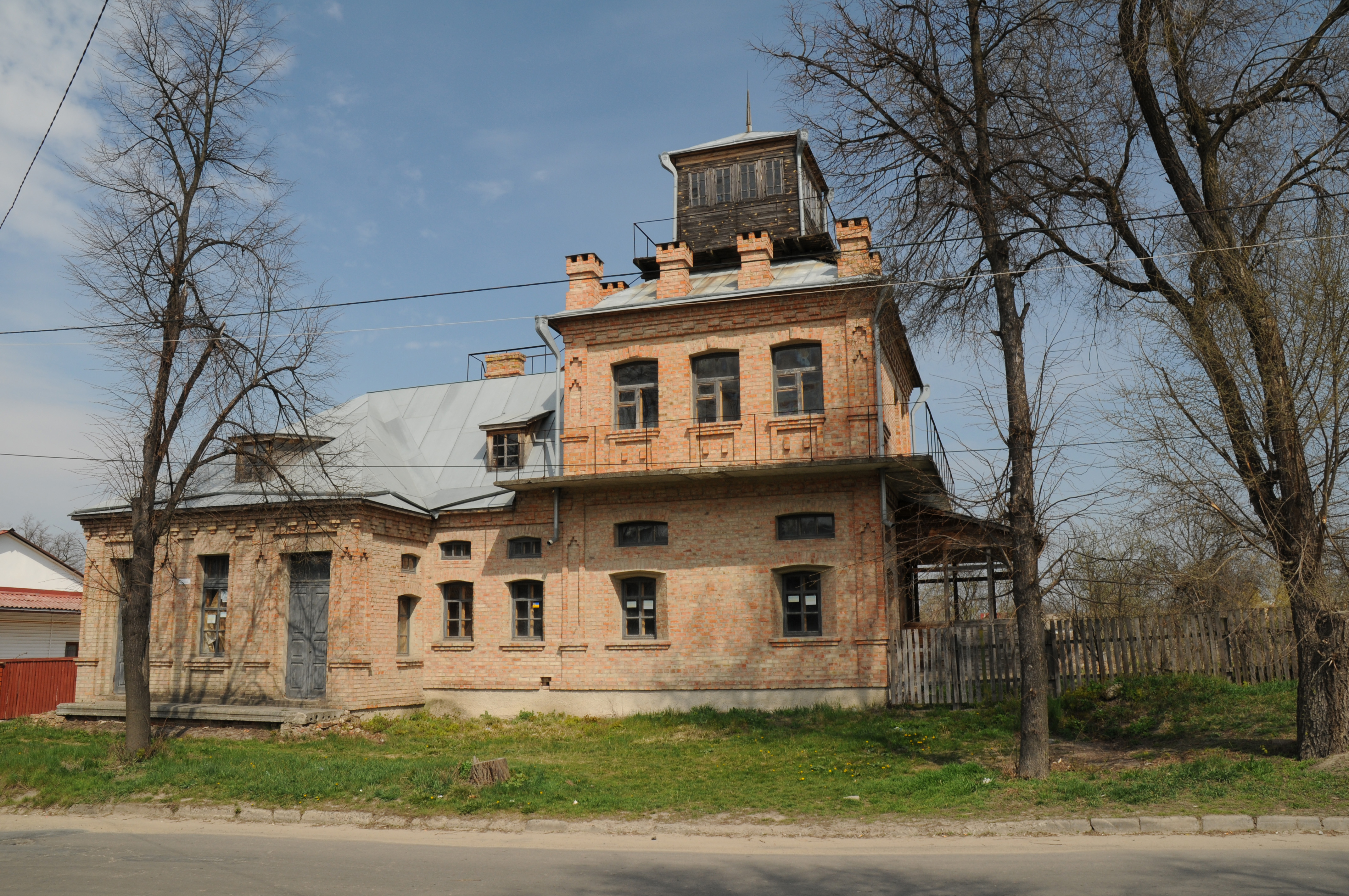
Дом в Звенигородке, где Агатангел Крымский провёл своё детство

Родился 3 (15) января 1871 года во Владимире-Волынском в семье литератора, педагога и издателя Ефима Степановича Крымского, ведшего свой род от татарского муллы, переселившегося в XVII веке в Речь Посполитую из Крымского ханства и принявшего православие. По словам Агатангела Крымского, его отец — «белорус по происхождению, русский по воспитанию». Мать Агатангела Крымского — Аделаида Матвеевна, урождённая Сидорович, литовская полька из-под Минска. А. Крымский писал Ивану Франко: «Мой отец из белорусского мещанского рода, мать — полька литовская, я, значит, не кровинки украинской не имею, разве что родился и вырос на Волыни. Хоть я родом не украинец, но полностью проукраинился». Учёный имел крымскотатарские корни и идентифицировал себя крымским татарином.
Вскоре после его рождения семья переехала в Звенигородку, где прошло его детство. Учился во 2-й киевской гимназии, затем — в Коллегии Павла Галагана (1885—1889). В 1892 году окончил специальные классы Лазаревского института восточных языков в Москве, а ещё через четыре года стал выпускником историко-филологического факультета Московского университета — с дипломом 1-й степени. 
Крымский имел репутацию полиглота. Владел по меньшей мере 16 живыми и классическими языками. Некоторые источники приписывают ему владение почти шестьюдесятью языками. 

### В Москве
После сдачи магистерских экзаменов более двух лет Крымский совершенствовал знание арабского языка в Сирии и Ливане. До 1918 года работал в Лазаревском институте восточных языков: с января 1901 года исполнял должность экстраординарного профессора кафедры арабской словесности. Одновременно читал лекции в Московском университете, в качестве профессора кафедры русского языка. На Высших женских историко-филологических курсах Полторацкой читал историю средневекового мусульманского Востока. 
А. Крымский исполнял обязанности редактора журнала «Древности восточные» и серии «Труды по востоковедению», участвовал в создании первых в России учебников по востоковедению и энциклопедии Брокгауза и Ефрона (для которой написал более 200 статей о Ближнем и Среднем Востоке). 
В качестве этнографа Крымский разделял взгляды миграционной школы.  В ранний период своей деятельности полемизировал с А. Соболевским, который пропагандировал гипотезу М. Погодина о том, что древние киевляне были русскими, которые только в период монголо-татарского нашествия отошли на север. 
Вместе с тем с конца XIX века А. Крымский участвовал в украинской национальной жизни и вёл переписку с известными деятелями украинской культуры — О. Огоновским, Б. Гринченко, И. Франко и др. 

### На Украине
После учреждения в 1917 году Украинской Народной Республики Крымский решил вернуться на родину. Участвовал в политической и научной жизни молодого украинского государства (и при Центральной Раде, и при гетмане Скоропадском).

С 1918 года преподавал историю в Киевском Ближневосточном институте и стал действительным членом Украинской Академии наук. В декабре — начале 1919 года возглавлял Комиссию для составления словаря живого украинского языка и Правописно-терминологической комиссии. С 1921 года возглавлял Институт украинского научного языка ВУАН. С этого времени вплоть до 1941 года (с перерывами) одновременно заведовал кафедрой арабо-иранской филологии и тюркологии в Киевском университете. 

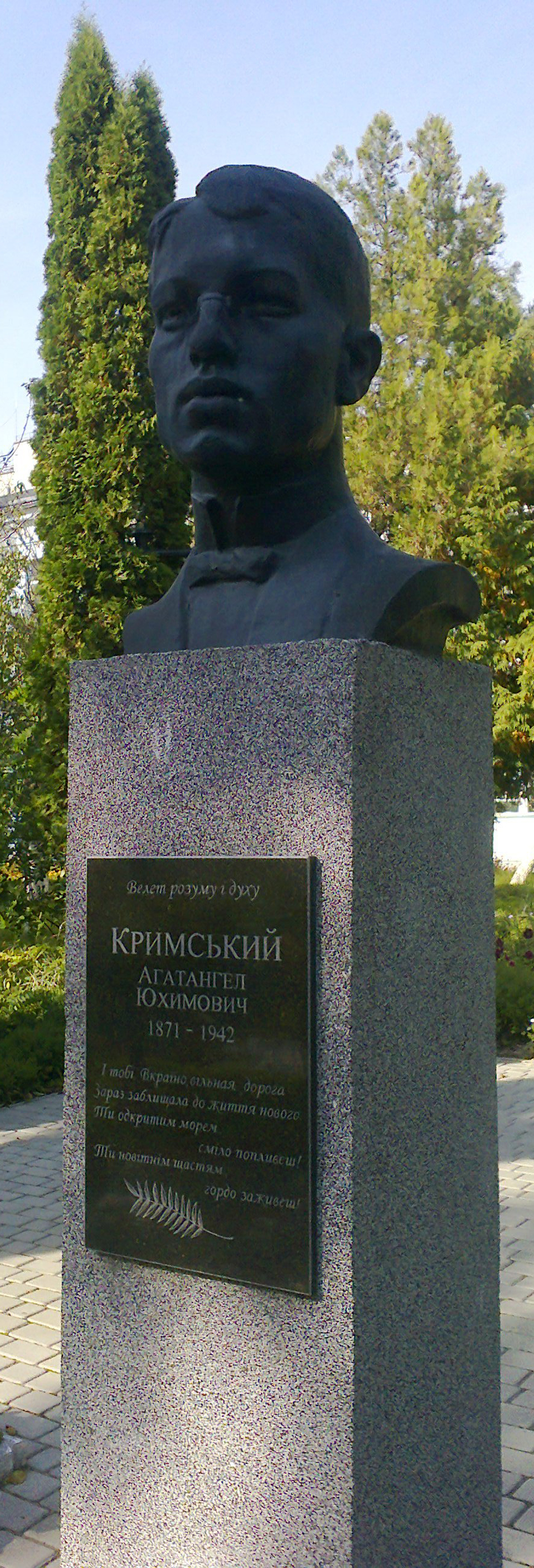
Бюст А. Крымского в его родном городе

В исторических исследованиях был непримиримым оппонентом М. С. Грушевского, считал его работы тенденциозными, основанными на недостоверных источниках; иногда их противостояние 1920-х годов оценивается как открытая война. По словам академика Вернадского, «Грушевский вёл борьбу [не] на жизнь, а на смерть за влияние с Крымским, не стесняясь никакими средствами». 
Совнарком УССР 12 сентября 1921 года принял постановление «О социальном обеспечении заслуженных работников науки», где в числе других учёных Крымскому гарантируется пожизненное материальное обеспечение (в случае смерти — членов семьи), издание за государственный счёт научных трудов, освобождение от уплаты государственных налогов, запрет реквизиций и уплотнения занимаемого им жилья.

### Личная жизнь. Поздние годы
В личной жизни партнёром академика Крымского был Николай Левченко, которого он называл своим секретарём.
С конца 1920-х годов ввиду сворачивания большевистской политики «коренизации» подвергался гонениям как представитель крымскотатарской интеллигенции. После увольнения в 1930 году жил «в крайне тяжёлых материальных условиях», а многие из его учеников (включая Левченко) были репрессированы. После присоединения Западной Украины в 1939 году был восстановлен во всех должностях и совершил ряд поездок на Западную Украину.
Арестован 20 июля 1941 года по обвинению в буржуазном национализме. В связи с эвакуацией из Киева этапирован в Казахстан, где вскоре умер в кустанайской тюремной больнице. Похоронен в посёлке Боровое, Щучинский район, Акмолинская область, Казахская ССР. Реабилитирован посмертно в 1960 году.

## Вклад в науку
Крымскому принадлежат свыше 500 работ, посвящённых истории, литературе и культуре арабских стран, Ирана, Турции и Крымского ханства, а также славяноведению. Он был учёным широкого научного диапазона — был сведущ в истории Востока, при этом идеально владел украинским языком и хорошо разбирался в украинской литературе. Внёс значительный вклад в изучение языка и культуры крымских татар.
Академик Крымский начинал историю украинского языка с XI века и отвергал теорию общерусского единства. Вместе с К. П. Михальчуком по заданию Академии наук подготовил «Программу для собирания особенностей малорусских говоров» (1910). В 1920-е годы сыграл ключевую роль в стандартизации украинского литературного языка, выступая за единую норму на основе центральных и восточных украинских диалектов, особенно приднепровских, и отвергая галицкие орфографические традиции (как возникшие под польским влиянием).
В качестве редактора первых томов Русско-украинского словаря (1924–1933) и члена различных орфографических комиссий Крымский участвовал в разработке харьковского правописания. Языковая реформа 1920-х годов закрепила литературный язык на основе народной речи, минимизировала полонизмы и иные заимствования, утвердила стандартную кириллическую орфографию (ради укрепления национального единства отказавшись от галицких региональных особенностей).
Один из учеников Крымского, гарвардский профессор Омельян Прицак, отмечал, что тот по сути так и не вошёл в «канон украинской интеллектуальной истории», так как ввиду многообразия его интересов «наследство его чрезвычайно трудно поддается целостному анализу».

### Признание
- Заслуженный деятель науки УССР (1940)
- Орден Трудового Красного Знамени (15.01.1941)

## Вклад в литературу
Под псевдонимом А. Хванько издал на украинском языке сборник прозы («Повести и рассказы», 1895), три стихотворных сборника под общим названием «Пальмовые ветви» (1901–1922) и декадентский, отчасти автобиографический роман «Андрей Лаговский» (1905), главный герой которого пытается разобраться в своей сексуальной ориентации. 
А. Крымский также занимался переводами на украинский язык как поэзии европейских классиков (Гейне, Гёте, Байрона), так и персидских и иных восточных поэтов (Омар Хайям, Саади, Хафиз, Фирдоуси). В круг его общения входили выдающиеся украинские писатели — такие, как Иван Франко, Леся Украинка и Михаил Коцюбинский.

## Вклад в филателию

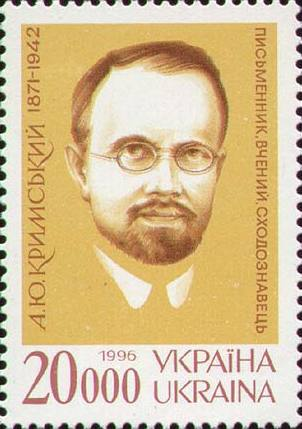
Марка Украины к 125-летию со дня рождения А. Е. Крымского (1996)

Будучи филателистом, получил известность как крупнейший специалист в области знаков почтовой оплаты, выпущенных Русским обществом пароходства и торговли. Общество базировалось в Одессе и занималось до революции перевозкой грузов и почты между портами Чёрного и Средиземного морей.
Коллекция А. Е. Крымского пропала во время немецкой оккупации Крыма в годы Великой Отечественной войны.

## Память
- Имя А. Е. Крымского носит Львовское филателистическое общество (Львівське філателістичне товариство), созданное в 1990 году; полное название — Львовская краевая организация Украинского филателистического общества имени Агатангела Крымского (Львівська крайова організація Українського філателістичного товариства імени Агатангела Кримського, сокращённо — ЛКО УФіТАК). Эта организация не имеет подчинённости и не входит в Ассоциацию филателистов Украины (Асоціяція філателістів України — АсФУ)[24].
- По случаю 125-летия со дня рождения А. Е. Крымского в 1996 году выпущена почтовая марка Украины.
- Владимир-Волынскому педагогическому училищу (ныне педагогический колледж) постановлением Совета министров УССР № 203 от 7 мая 1971 года присвоено имя Агатангела Крымского по случаю 100-летия учёного.
- Институт востоковедения НАН Украины в Киеве носит имя Агатангела Крымского.

## Авторство
- Очерк развития суфизма до конца III в. хиджры. — СПб., 1895. (Тр. Восточной Комиссии Имп. Московского Археолоического Общества. — М.: 1895. — Т. 2.)
- Лекции по Корану. — М.: 1902.
- История мусульманства: В 3 ч. — М.: 1903—1904. [Переиздание: М.: 2003.]
- История Турции и её литературы: В 2 т. — М.: 1910—1916.
- Арабская литература в очерках и образцах. — В 3-х тт. — М., 1911.
- История арабов и арабской литературы светской и духовной: В 3 ч. — М.: 1911—1913; В 2 т. — 1918.
- История Персии, её литературы и дервишской теософии: В 3 т. — Изд., перераб. совместно с Н. Фрейтагом. — М.: 1909—1917.
- История новой арабской литературы (XIX — начало XX века). — М.: Гл. ред. вост. лит., 1971.
- Низами и его современники: [К 840-летию Низами Гянджеви] / А. Е. Крымский; [Вступит. статья Г. Алиева, с. 5—20]. — Баку: Элм, 1981. — 487 с.
- Література кримських татар / Респ. кримськотатарська бібліотека ім. І. Гаспринського; упоряд., автор вступн. статті, перекладач з українскої мови на російську О. І. Губар; автор приміток І. А. Керімов; перекладач на кримськотатарську мову Н. С. Сейтяг’яєв. — Сімферополь: Доля, 2003. — 200 с. — (серія «Джерело знань»).